# William Forster Lloyd
William Forster Lloyd (Bradenham, Buckinghamshire,1794 – Prestwood, Missenden, Buckinghamshire, 2 de junio de 1852) fue un escritor británico sobre economía. Es conocido por una conferencia de 1833 sobre el control de la población que ha influido en la teoría económica moderna.

## Vida
Fue hijo de Thomas Lloyd, rector de Aston-sub-Edge, y de Elizabeth Ryder; Charles Lloyd era su hermano mayor.  Estudió en la Westminster School y en la Christ Church de Oxford, graduándose como BA en 1815 y como MA en 1818.  Fue profesor de griego en 1823, profesor de matemáticas y profesor Drummond de economía política (1832-1837) en Christ Church, Oxford (sucesor de Nassau Senior ). Fue elegido miembro de la Royal Society en 1834.

## Conferencias influyentes
En sus Dos conferencias sobre los controles a la población (1833) introdujo el concepto de uso excesivo de un bien común por parte de aquellos con derechos de uso a él, que luego sería desarrollado por H. Scott Gordon y por Garrett Hardin. Fue denominado por Hardin "Tragedia de los bienes comunales". El uso que hace Hardin del ejemplo de Lloyd ha sido malinterpretado, lo que lo llevó a comentar que debería haber hablado de "La tragedia de los bienes comunes no administrados ".   

El pasaje clave en la obra de Lloyd es:
"Si una persona pone más ganado en su propio campo, la cantidad de subsistencia que consumen se deduce de la que tenía a disposición de su ganado original; y si antes no había suficiente pasto, no obtiene ningún beneficio del ganado adicional, lo que se gana de una manera se pierde de otra[[...]. Pero si pone más ganado en un ejido, el alimento que consumen constituye una deducción que se comparte entre todo el ganado, tanto el de otros como el suyo, en proporción a su número, y sólo una pequeña parte se toma de su propio ganado. En un pasto cerrado, hay un punto de saturación [...], más allá del cual ningún hombre prudente aumentará su ganado. En un ejido, también hay un punto de saturación. Pero la posición del punto en los dos casos es diferente. . 
En sus Lecciones sobre población, valor, leyes de pobres y renta (1837) introdujo una exposición concisa y completa del concepto de utilidad marginal decreciente y relacionó la demanda con el valor. Esta contribución lo sitúa claramente en las filas de la escuela Oxford-Dublín de protomarginalistas.

## Principales obras de William F. Lloyd
- Conferencia sobre la noción de valor, tal como se distingue no sólo de la utilidad, sino también del valor de cambio, 1833.
- Dos conferencias sobre los controles a la población, 1833.
- Cuatro conferencias sobre leyes de pobres, 1835
- Dos conferencias sobre la justicia de las leyes de pobres y una conferencia sobre la renta, 1837.
- Conferencias sobre población, valor, leyes de pobres y renta, 1837.